# Communauté de communes de Hanau-La Petite Pierre

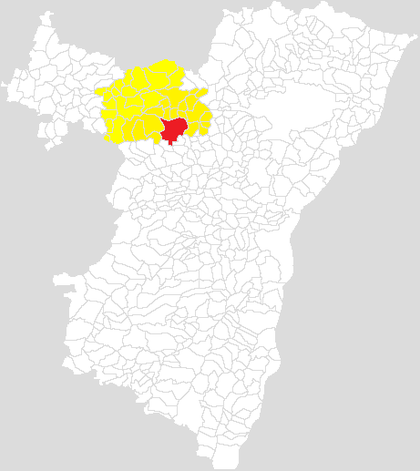

La communauté de communes de Hanau-La Petite Pierre (HLPP) est une communauté de communes française située dans le département du Bas-Rhin et la région Grand Est. Elle résulte de la fusion, le 1er janvier 2017 des communautés de communes du Pays de Hanau et du Pays de La Petite Pierre.  
La  communauté de communes regroupe 38 communes (superficie totale : 358 km2) et 27 032 habitants. 
Son siège administratif est situé à la Maison de l’Intercommunalité à Bouxwiller. Les services sont répartis au sein de différents pôles géographiques (voir liste point 4). La collectivité compte 107 agents.

## Communes membres
La communauté de communes est composée des 38 communes suivantes, dont 23 sont membres du Parc naturel régional des Vosges du Nord :

| Nom                   | Code Insee | Gentilé             | Superficie (km2) | Population (dernière pop. légale) | Densité (hab./km2) |
| --------------------- | ---------- | ------------------- | ---------------- | --------------------------------- | ------------------ |
| Bouxwiller (siège)    | 67061      | Bouxwillerois       | 25,59            | 3 706 (2022)                      | 145                |
| Bischholtz            | 67044      | Bischholtzois       | 2,39             | 251 (2022)                        | 105                |
| Bosselshausen         | 67057      |                     | 3,29             | 176 (2022)                        | 53                 |
| Buswiller             | 67068      | Buswillerois        | 2,3              | 288 (2022)                        | 125                |
| Dossenheim-sur-Zinsel | 67103      | Dossenheimois       | 17,2             | 1 047 (2022)                      | 61                 |
| Erckartswiller        | 67126      | Erckartswillerois   | 10,46            | 289 (2022)                        | 28                 |
| Eschbourg             | 67133      | Eschbourgeois       | 14,05            | 456 (2022)                        | 32                 |
| Frohmuhl              | 67148      | Frohmuhlois         | 1,64             | 157 (2022)                        | 96                 |
| Hinsbourg             | 67198      | Hinsbourgeois       | 3,28             | 117 (2022)                        | 36                 |
| Ingwiller             | 67222      | Ingwillerois        | 18,05            | 3 993 (2022)                      | 221                |
| Kirrwiller            | 67242      | Kirrwillerois       | 4,89             | 535 (2022)                        | 109                |
| Lichtenberg           | 67265      | Lichtenbergeois     | 12,12            | 531 (2022)                        | 44                 |
| Lohr                  | 67273      | Lohrois             | 10,41            | 468 (2022)                        | 45                 |
| Menchhoffen           | 67289      | Menchhoffenois      | 4,27             | 610 (2022)                        | 143                |
| Mulhausen             | 67307      | Mulhausenois        | 4                | 440 (2022)                        | 110                |
| Neuwiller-lès-Saverne | 67322      | Neuwillerois        | 31,89            | 1 099 (2022)                      | 34                 |
| Niedersoultzbach      | 67333      | Niedersoultzbachois | 4,19             | 298 (2022)                        | 71                 |
| Obermodern-Zutzendorf | 67347      |                     | 14,46            | 1 767 (2022)                      | 122                |
| Obersoultzbach        | 67352      | Obersoultzbachois   | 5,16             | 389 (2022)                        | 75                 |
| Petersbach            | 67370      | Petersbachois       | 8,88             | 677 (2022)                        | 76                 |
| La Petite-Pierre      | 67371      | Parva-Pétriciens    | 19,57            | 599 (2022)                        | 31                 |
| Pfalzweyer            | 67373      | Pfalzweyerois       | 2,23             | 324 (2022)                        | 145                |
| Puberg                | 67381      | Pubergeois          | 4,91             | 344 (2022)                        | 70                 |
| Reipertswiller        | 67392      | Reipertswillerois   | 19,21            | 842 (2022)                        | 44                 |
| Ringendorf            | 67403      | Ringendorfois       | 3,66             | 464 (2022)                        | 127                |
| Rosteig               | 67413      | Rosteigeois         | 7,69             | 471 (2022)                        | 61                 |
| Schalkendorf          | 67441      | Schalkendorfois     | 5,21             | 336 (2022)                        | 64                 |
| Schillersdorf         | 67446      | Schillersdorfois    | 7,53             | 413 (2022)                        | 55                 |
| Schœnbourg            | 67454      | Schœnbourgeois      | 5,06             | 371 (2022)                        | 73                 |
| Sparsbach             | 67475      | Sparsbachois        | 13,58            | 242 (2022)                        | 18                 |
| Struth                | 67483      | Struthois           | 4,12             | 218 (2022)                        | 53                 |
| Tieffenbach           | 67491      | Tieffenbachois      | 5,03             | 245 (2022)                        | 49                 |
| Uttwiller             | 67503      | Uttwillerois        | 2,99             | 157 (2022)                        | 53                 |
| Weinbourg             | 67521      | Weinbourgeois       | 5,29             | 466 (2022)                        | 88                 |
| Weiterswiller         | 67524      | Weiterswillerois    | 7,91             | 515 (2022)                        | 65                 |
| Wimmenau              | 67535      | Wimmenauviens       | 20,76            | 1 060 (2022)                      | 51                 |
| Wingen-sur-Moder      | 67538      | Wingenois           | 17,37            | 1 572 (2022)                      | 91                 |
| Zittersheim           | 67559      | Zittersheimois      | 7,92             | 239 (2022)                        | 30                 |

### Budget et fiscalité 2022
En 2022, le budget de la communauté de communes était constitué ainsi :
- total des produits de fonctionnement : 11 843 000 €, soit 441 € par habitant ;
- total des charges de fonctionnement : 10 996 000 €, soit 410 € par habitant ;
- total des ressources d'investissement : 6 293 000 €, soit 234 € par habitant ;
- total des emplois d'investissement : 8 642 000 €, soit 322 € par habitant ;
- endettement : 1 290 000 €, soit 481 € par habitant.

Avec les taux de fiscalité suivants :
- taxe d'habitation (dont THLV et GEMAPI) : 10,16 % ;
- taxe foncière sur les propriétés bâties (dont GEMAPI) : 0,21 % ;
- taxe foncière sur les propriétés non bâties (dont GEMAPI) : 4,99 % ;
- taxe additionnelle à la taxe foncière sur les propriétés non bâties : 45,11 % ;
- cotisation foncière des entreprises (fiscalité additionnelle - dont GEMAPI) : 0,00 % ;
- cotisation foncière des entreprises (fiscalité prof. unique ou de zone dont GEMAPI) : 19,91 % ;
- cotisation foncière des entreprises (fiscalité des éoliennes - dont GEMAPI) : 0,00 %.

(nb : GEMAPI : Gestion des milieux aquatiques et prévention des inondations)

### Établissements publics de coopération intercommunale limitrophes

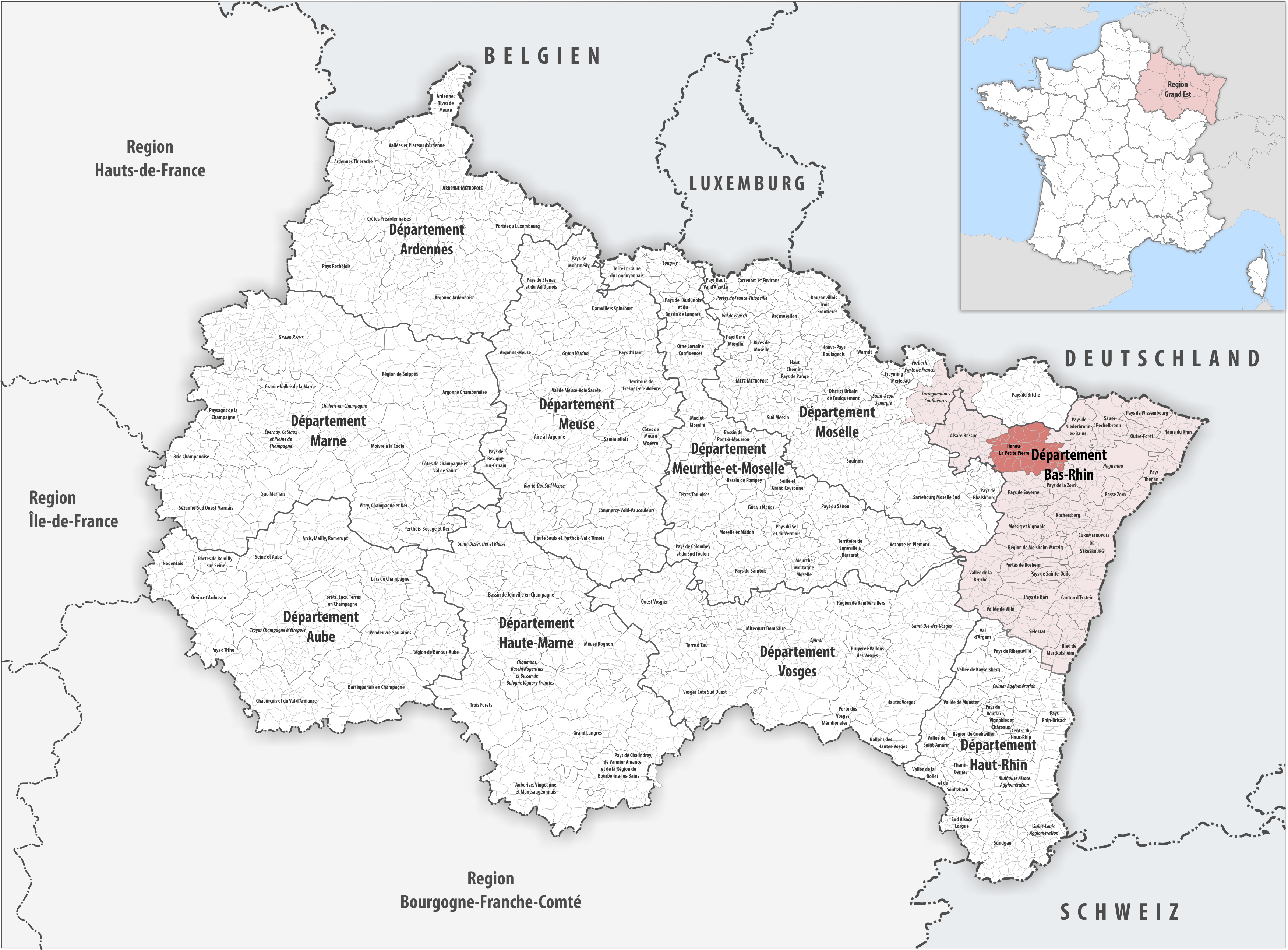
La communauté de communes de Hanau-La Petite-Pierre au sein du Grand Est.

### Pôle d'équilibre territorial et rural
La communauté de communes, conjointement avec les communautés de communes de l'Alsace Bossue et du Pays de Saverne forme le pôle d'équilibre territorial et rural (PETR) Pays de Saverne plaine et plateau.

## Démographie
| 1968   | 1975   | 1982   | 1990   | 1999   | 2006   | 2011   | 2016   | 2022   |
| ------ | ------ | ------ | ------ | ------ | ------ | ------ | ------ | ------ |
| 24 988 | 25 382 | 25 336 | 25 391 | 25 528 | 26 606 | 27 154 | 27 032 | 26 172 |

## Administration

### Siège
Le siège de la communauté de communes est à Bouxwiller, 10 route d'Obermodern.

### Conseil communautaire
Les 60 conseillers titulaires sont ainsi répartis selon le droit commun comme suit :
| Nombre de conseillers | Communes                                               |
| --------------------- | ------------------------------------------------------ |
| 9                     | Ingwiller                                              |
| 8                     | Bouxwiller                                             |
| 3                     | Obermodern-Zutzendorf, Wingen-sur-Moder                |
| 2                     | Dossenheim-sur-Zinsel, Neuwiller-lès-Saverne, Wimmenau |
| 1                     | Les autres communes                                    |

### Élus
La communauté de communes est administrée par son conseil communautaire constitué en 2020 de 60 conseillers communautaires, qui sont des conseillers municipaux représentant chacune des communes membres.
À la suite des élections municipales de 2020 dans le Bas-Rhin, le conseil communautaire du 16 juillet 2020 a élu son président, Patrick Michel, maire de Bouxwiller, ainsi que ses  8 vice-présidents. Depuis cette date, la liste des vice-présidents est la suivante :
|     | Attributions                                                                                   | Identité                 | Qualité                        |
| --- | ---------------------------------------------------------------------------------------------- | ------------------------ | ------------------------------ |
| 1er | Aménagement du territoire                                                                      | Hans Doeppen             | Maire d'Ingwiller              |
| 2e  | Tourisme, culture et patrimoine                                                                | Jean-Claude Berron       | Maire de Struth                |
| 3e  | Cohésion sociale (petite enfance, enfance-jeunesse et seniors)                                 | Laurence Jost-Lienhard   | Maire de Bosselshausen         |
| 4e  | Sports, développement numérique, éclairage public et démarche qualité                          | René Schmitt             | Maire de Mulhausen             |
| 5e  | Habitat, environnement, communication et vie associative                                       | Valérie Da Silva Adriano | Adjointe au maire de Wimmenau  |
| 6e  | Relations entreprises et monde économique, voirie, achats publics et mutualisation de matériel | Alain Danner             | Maire de Menchhoffen           |
| 7e  | Urbanisme                                                                                      | Christian Dorschner      | Maire de Wingen-sur-Moder      |
| 8e  | Eau potable et assainissement                                                                  | Fabrice Ensminger        | Maire de Dossenheim-sur-Zinsel |

Le bureau se compose du président et des vice-présidents. Ses membres préparent les réunions du conseil communautaire en examinant les dossiers à traiter. Ensemble, ils forment le bureau communautaire pour la période 2020-2026.
Une conférence des maires, organe d’orientation stratégique de l'intercommunalité, a été mise en place. Chaque commune y est représentée. Les communes sont ainsi partie prenante de l’élaboration du projet de territoire.

### Liste des présidents
| Période          | Période                       | Identité       | Étiquette | Qualité                          |
| ---------------- | ----------------------------- | -------------- | --------- | -------------------------------- |
| 9 janvier 2017   | 16 juillet 2020               | Jean Adam      |           | Maire d'Erckartswiller (2014 → ) |
| 16 juillet 2020, | En cours (au 18 juillet 2020) | Patrick Michel | DVD       | Maire de Bouxwiller (2020 → )    |

## Compétences
La loi NOTRe (Nouvelle organisation territoriale de la République) fixe des compétences, que la communauté de communes exerce en lieu et place des communes membres. Ces compétences sont de trois sortes : compétences obligatoires, optionnelles (parmi une liste identifiée) et facultatives (décidées par la collectivité) en lieu et place des communes membres. 

### Compétences obligatoires
La communauté de communes exerce les compétences obligatoires suivantes : 
1. Aménagement de l’espace pour la conduite d’actions d’intérêt communautaire, le schéma de cohérence territoriale et schéma de secteur , le plan local d’urbanisme intercommunal (document d’urbanisme en tenant lieu et carte communale).
2. Actions de développement économique ; la création, aménagement, entretien et gestion de zones d’activité industrielle, commerciale, tertiaire, artisanale, touristique, portuaire ou aéroportuaire ; la politique locale du commerce et soutien aux activités commerciales d’intérêt communautaire ; promotion du tourisme dont la création d’office de tourisme.
3. Gestion des milieux aquatiques et prévention des inondations (GEMAPI).
4. Création, aménagement, entretien et gestion des aires d’accueil des gens du voyage.
5. Collecte et traitement des déchets des ménages et déchets assimilés.

Nouvelle compétences obligatoires :
- À compter du 1er janvier 2020 : assainissement et eau.

### Compétences optionnelles
La communauté de communes exerce les compétences optionnelles suivantes :
1. Protection et mise en valeur de l’environnement : soutien en qualité de membre aux actions du parc naturel régional des Vosges du Nord[9]; mise en place d’actions de sensibilisation et d’éducation à l’environnement d’intérêt communautaire, c’est-à-dire concernant les habitants d’au moins deux communes membres de la communauté de communes ; étude, réalisation, gestion ou délégation de gestion à toute structure habilitée de la Maison de l'Eau et de la rivière à Frohmuhl[10].
2. Politique du logement et du cadre de vie : politique du logement social d'intérêt communautaire et action, par des opérations d'intérêt communautaire, en faveur du logement des personnes défavorisées :  création de logements sociaux et versement de subventions aux bailleurs sociaux ; actions, par des opérations d'intérêt communautaire, en faveur du logement des personnes défavorisées ; soutien et mise en œuvre d’une politique cohérente en matière d’habitat à l’échelle de la communauté de communes par l’élaboration d’un programme local de l’habitat (PLH) et mettre en place des actions collectives comme les opérations programmées d’amélioration de l’habitat (OPAH) ; préservation, mise en valeur et promotion du patrimoine architectural d'intérêt communautaire.
3. Création, aménagement et entretien de la voirie d'intérêt communautaire : sont d’intérêt communautaire toutes les voies appartenant au domaine public communautaire et des communes membres de la communauté de communes ; tous les trottoirs situés en agglomération le long des routes départementales.
4. Construction, entretien et fonctionnement d'équipements culturels et sportifs d'intérêt communautaire et d'équipements de l'enseignement préélementaire et élémentaire d'intérêt communautaire : pour les équipements culturels : l'École intercommunale de musique, le château de Lichtenberg[11] ; pour les équipements sportifs : les piscines publiques (Hanautic à Bouxwiller et La Plein Air d'Ingwiller) ; soutien, en qualité de membre, aux actions du syndicat mixte du musée Lalique[12] ; soutien aux manifestations publiques et à la vie associative par la constitution, l'entretien et la gestion d'une banque de matériels pour fêtes et cérémonies.
5. Action sociale d'intérêt communautaire : accueil Petite enfance (structures d'accueil collectif et relais assistants maternels) ; animation enfance et jeunesse.
6. Création et gestion des maisons de service au public.

### Compétences facultatives
La communauté de communes exerce les compétences facultatives définies ci-après :
1. Aménagement numérique : déploiement du très haut débit (THD).
2. Systèmes d'information et géographique : développement et gestion des systèmes d'information géographique (SIG) ; soutien éventuel à toutes les actions publiques de développement des SIG.
3. Secours et lutte contre l'incendie : contribution financière au Service départemental d'incendie et de secours.
4. Dispositifs locaux et prévention de la délinquance.

## Transports
La communauté de communes est devenue autorité organisatrice de la mobilité (AOM).

### Impact énergétique et climatique

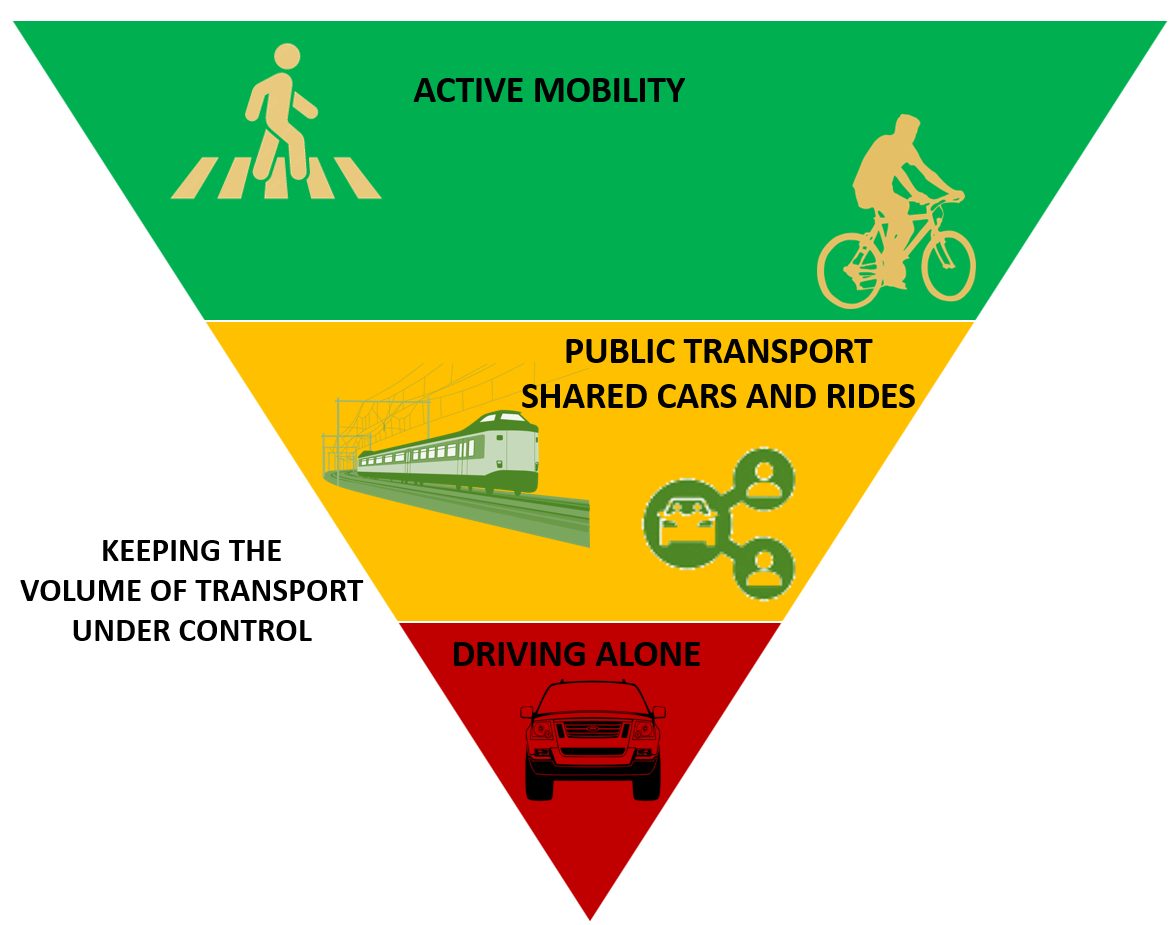
Pyramide de la mobilité, proposée par le projet européen Share North.

| -                              | Transports routiers | Autres transports |
| ------------------------------ | ------------------- | ----------------- |
| Carburant (GWh)                | 131                 | 3                 |
| Électricité (GWh)              | 0                   | 0                 |
| Gaz à effet de serre (ktéqCO2) | 33                  | 1                 |

## Énergie et climat
Dans le cadre du schéma régional d'aménagement, de développement durable et d'égalité des territoires (SRADDET) du Grand Est, ATMO Grand Est tient à jour les statistiques énergétiques  des établissements publics de coopération intercommunale de la collectivité européenne d'Alsace sous forme de diagramme de flux.
L'énergie finale annuelle, consommée en 2021, est exprimée en gigawatts-heures,.
| -                          | GWh |
| -------------------------- | --- |
| Électricité                | 171 |
| Carburants ou combustibles | 453 |
| Chaleur primaire           | 33  |

L'énergie produite en 2021 est également exprimée en gigawatts-heures (GWh).
| -                          | GWh |
| -------------------------- | --- |
| Électricité                | 13  |
| Carburants ou combustibles | 418 |
| Chaleur primaire           | 35  |

Les gaz à effet de serre sont exprimés en kilotonnes équivalent CO2.
| -                     | ktéqCO2 |
| --------------------- | ------- |
| Liées à l'énergie     | 88      |
| Non liées à l'énergie | 34      |